# Elev (by)
 For alternative betydninger, se Elev (flertydig). (Se også artikler, som begynder med Elev)
Elev er en lille by i Østjylland med 1.934 indbyggere  (2024). Elev er beliggende 12 kilometer nordvest for Aarhus, mellem byerne Lystrup en kilometer sydøst og Trige fire kilometer nordvest.
Byen ligger i Region Midtjylland og hører under Aarhus Kommune. Elev er beliggende i Elev Sogn.
I Elev finder man Elev Skole, og en børnehave samt Elev Kirke.
Djurslandmotorvejen passerer nært forbi Elev.